# Kaba Ma Kyei
Kaba Ma Kyei eller Gba Majay Bma är en patriotisk sång skriven 1930 av Saya Tin som sedan 1947 tjänar som Burmas nationalsång. Landet har sedan dess bytt namn till Myanmar men nationalsången talar fortfarande om "Burma".